# 普希金诺 (萨拉托夫州)
普希金诺（羅馬化：Pushkino）是俄罗斯萨拉托夫州的市级镇，属该州苏维埃茨科耶区管辖。地处萨拉托夫州中南部，位于伏尔加河流域韦捷尔卡河（Ветелка）河畔，在区行政中心斯捷普诺耶及州府萨拉托夫东南方。镇内设有铁路车站乌尔巴赫站。
旧称乌尔巴赫，1941年改为现名，名称来自普希金。该地2022年人口有2,127人；2010年人口2,457；2002年人口2,748；1989年人口2,504。